# Naissance en 1900
Naissance
- 1896
- 1897
- 1898
- 1899
- 1900
- 1901
- 1902
- 1903
- 1904

Cette page dresse une liste de personnalités nées au cours de l'année 1900. 

La liste des naissances est présentée dans l'ordre chronologique.

La liste des personnes référencées dans Wikipédia est disponible dans la page de la Catégorie:Naissance en 1900.

## Janvier
- 1er janvier :
  - Robert Cami, dessinateur, graveur buriniste, aquafortiste et graveur sur bois, graveur de médailles et de timbres français († 12 janvier 1975).
  - Xavier Cugat, musicien espagnol († 27 octobre 1990).
  - Franz Dienert, footballeur allemand († 1978).
  - Chiune Sugihara, diplomate japonais († 31 juillet 1986).
- 3 janvier :
  - Robert Adair, acteur américain d'origine britannique († 10 août 1954).
  - Marcel Gobillot, coureur cycliste français († 12 janvier 1981).
  - Maurice Jaubert, compositeur français († 19 juin 1940).
- 4 janvier :
  - Ernesto Palacio, avocat, historien, essayiste, enseignant, journaliste et homme politique argentin († 3 janvier 1979).
  - Debora Vogel, poétesse et philosophe polonaise († août 1942).

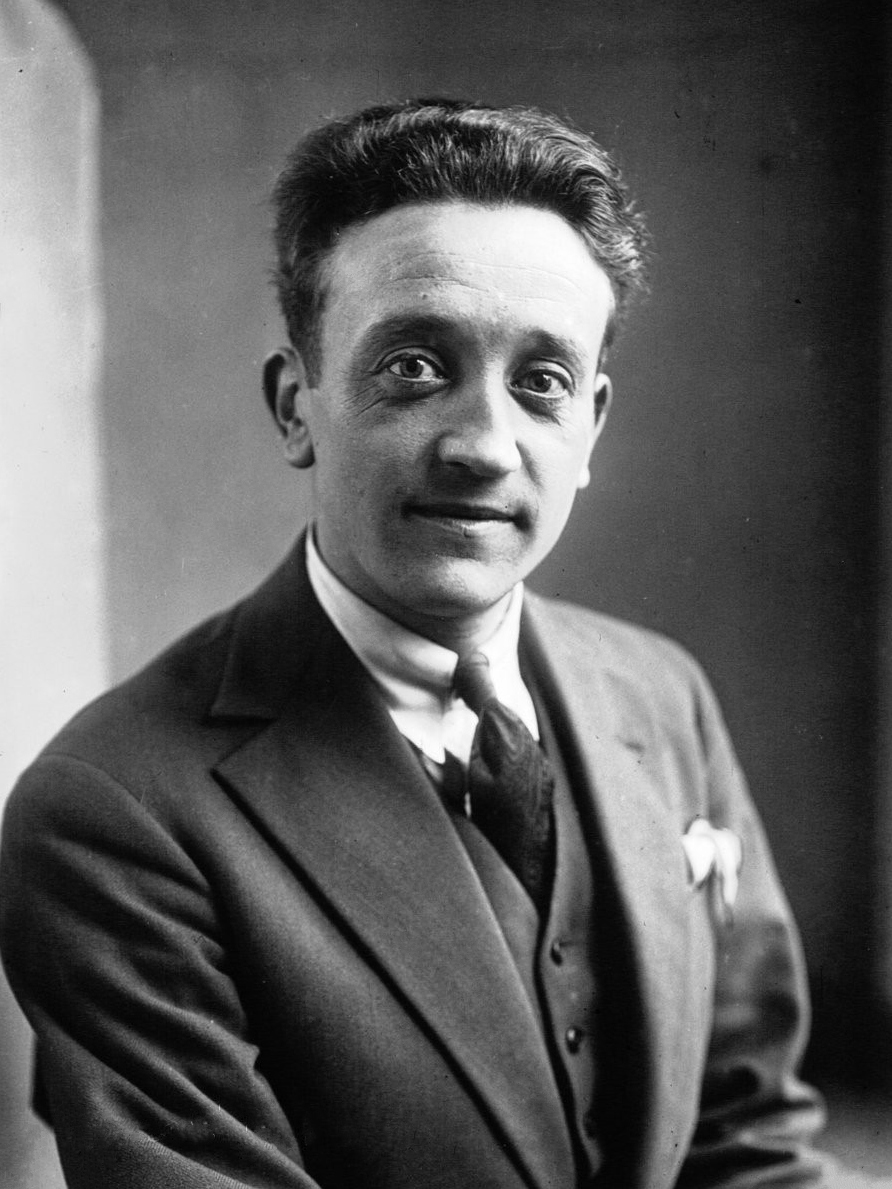
Marcel Gobillot, champion olympique en cyclisme en 1920.

- Marcel Gobillot, champion olympique en cyclisme en 1920.5 janvier : Yves Tanguy, peintre franco-américain († 15 janvier 1955).
- 6 janvier : Pierre-Octave Ferroud, compositeur français († 17 août 1936).
- 8 janvier : Serge Poliakoff, peintre français d'origine russe († 12 octobre 1969).
- 9 janvier :
  - Rudolf Hindemith, compositeur et chef d'orchestre allemand († 7 octobre 1974).
  - Philippe Veyrin, peintre, historien et bascologue français († 2 janvier 1962).
- 12 janvier :
  - Väinö Hannikainen, compositeur et harpiste finlandais († 7 août 1960).
  - Jean Oberlé, peintre et illustrateur français († 2 mars 1961).
- 13 janvier :
  - Yasuji Kiyose, compositeur japonais († 14 septembre 1981).
  - Onofrio Martinelli, peintre italien († 20 novembre 1966).
- 14 janvier :
  - Jenő Barcsay, peintre hongrois († 2 avril 1988).
  - Wilfrid Lawson, acteur anglais († 10 octobre 1966).
- 15 janvier :
  - Maurice Albe, peintre, graveur et sculpteur français († 9 janvier 1995).
  - Alois Beranek, joueur de football, arbitre et entraîneur autrichien († 22 mai 1983).
  - César Domela, peintre et sculpteur néerlandais († 30 décembre 1992).
- 16 janvier : Joseph De Ruymbeke, footballeur belge († 7 août 1928).
- 17 janvier : Louis Emié, écrivain français († 27 novembre 1967).
- 19 janvier : Vadim Borissovski, altiste russe puis soviétique († 2 août 1972).
- 20 janvier : Colin Clive, acteur britannique († 25 juin 1937).
- 23 janvier : Ralph Graves, cinéaste américain († 18 février 1977).
- 30 janvier : Pierre Mondan, peintre français († 2 juin 1981).
- 31 janvier : Omraam Mikhaël Aïvanhov, enseignant bulgare, fondateur de la Fraternité blanche universelle († 25 décembre 1986).

## Février
- 1er février :  Théodore, Jean Gerhards dit Théo, résistant français alsacien († 29 octobre 1943).
- 2 février : Oscar Behogne, homme politique belge († 13 décembre 1970).
- 4 février : Jacques Prévert, poète français († 11 avril 1977).Jacques Prévert, auteur de Paroles.

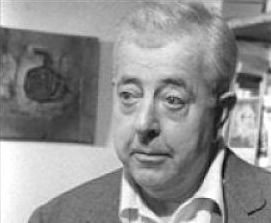
Jacques Prévert, auteur de Paroles.

- 5 février : Adlai Stevenson, homme politique américain († 14 juillet 1965).
- 11 février : Hans-Georg Gadamer, philosophe allemand († 13 mars 2002).
- 16 février :
  - Vincent Coleman, acteur américain († 26 octobre 1971).
  - Albert Hackett, scénariste, acteur et dramaturge américain († 16 mars 1995).
  - Jean Nohain, animateur et parolier français († 25 janvier 1981).
- 21 février : Madeleine Renaud, actrice française († 23 septembre 1994).
- 22 février : Luis Buñuel, réalisateur espagnol († 29 juillet 1983).
- 23 février : Elinor Remick Warren, pianiste et compositrice américaine († 27 avril 1991).
- 26 février : Else Kienle, médecin allemande († 8 juin 1970).
- 28 février : Stanisław Eleszkiewicz, peintre polonais († 14 décembre 1963).

## Mars
- 2 mars :
  - Mārtiņš Krūmiņš, peintre letton († 26 janvier 1992).
  - Kurt Weill, compositeur allemand († 3 avril 1950).
- 6 mars : Carmen Lind Pettersen, artiste peintre guatémaltèque († 1991).
- 7 mars :
  - Giuseppe Capogrossi, graphiste et peintre italien († 9 octobre 1972).
  - Carel Willink, peintre néerlandais († 19 octobre 1983).
- 10 mars : Violet Brown, supercentenaire jamaïcaine († 15 septembre 2017).

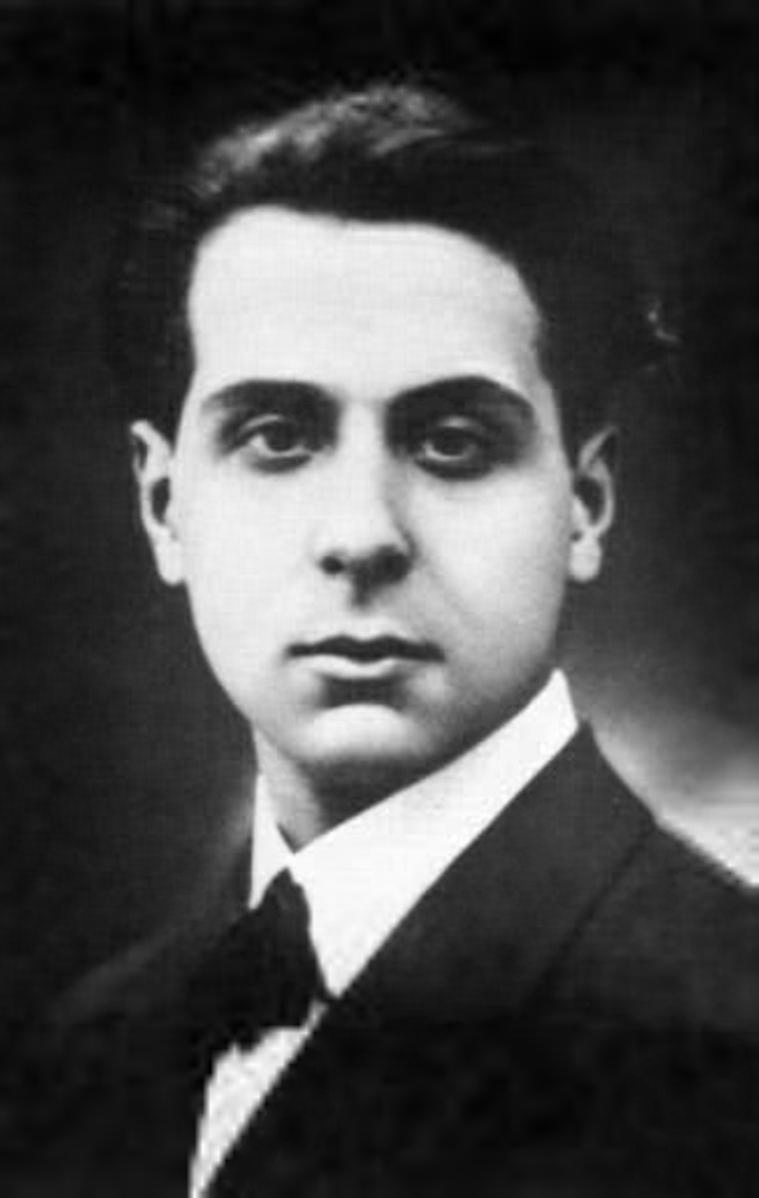
Georges Séféris, prix Nobel Littérature 1963.

- Georges Séféris, prix Nobel Littérature 1963.11 mars : Alfredo Dinale, coureur cycliste italien († 2 décembre 1976).
- 12 mars : 
  - René Levrel, peintre et graveur français († 13 août 1981).
  - Zoltán Vásárhelyi, directeur musical hongrois († 27 janvier 1977).
- 13 mars :
  - Georges Séféris, poète grec († 20 septembre 1971).
  - Frank-Will, peintre français († 29 décembre 1950).
  - Salote Tupou III, reine de Tonga auteur de chansons et de poèmes († 16 décembre 1965).
- 15 mars :
  - Mário Eloy, peintre portugais († 6 septembre 1951).
  - Colin McPhee, compositeur canadien († 7 janvier 1964).
- 16 mars :
  - Eveline M. Burns, économiste américaine († 2 septembre 1985).
  - Willy Guggenheim, peintre et graveur suisse († 30 octobre 1977).
- 17 mars : Werner Jaegerhuber, musicien, compositeur, ethnographe et professeur de musique haïtien († 20 mai 1953).
- 19 mars : Frédéric Joliot-Curie, physicien français († 14 août 1958).
- 26 mars : Nicolas Untersteller, peintre français († 18 décembre 1967).
- 31 mars : Henry de Gloucester, prince britannique († 10 juin 1974).

## Avril
- 4 avril : Louis-André Margantin, peintre français († 19 avril 1965).
- 5 avril : Spencer Tracy, acteur américain († 10 juin 1967).
- 7 avril : Emil Walter, joueur et entraîneur de football allemand († 1er mars 1952).
- 8 avril : Marie Byles, écologiste et pacifiste australienne († 21 novembre 1979).
- 9 avril : Allen Jenkins, acteur et chanteur américain († 20 juillet 1974).
- 10 avril :
  - Arnold Orville Beckman, inventeur du pH mètre († 18 mai 2004).

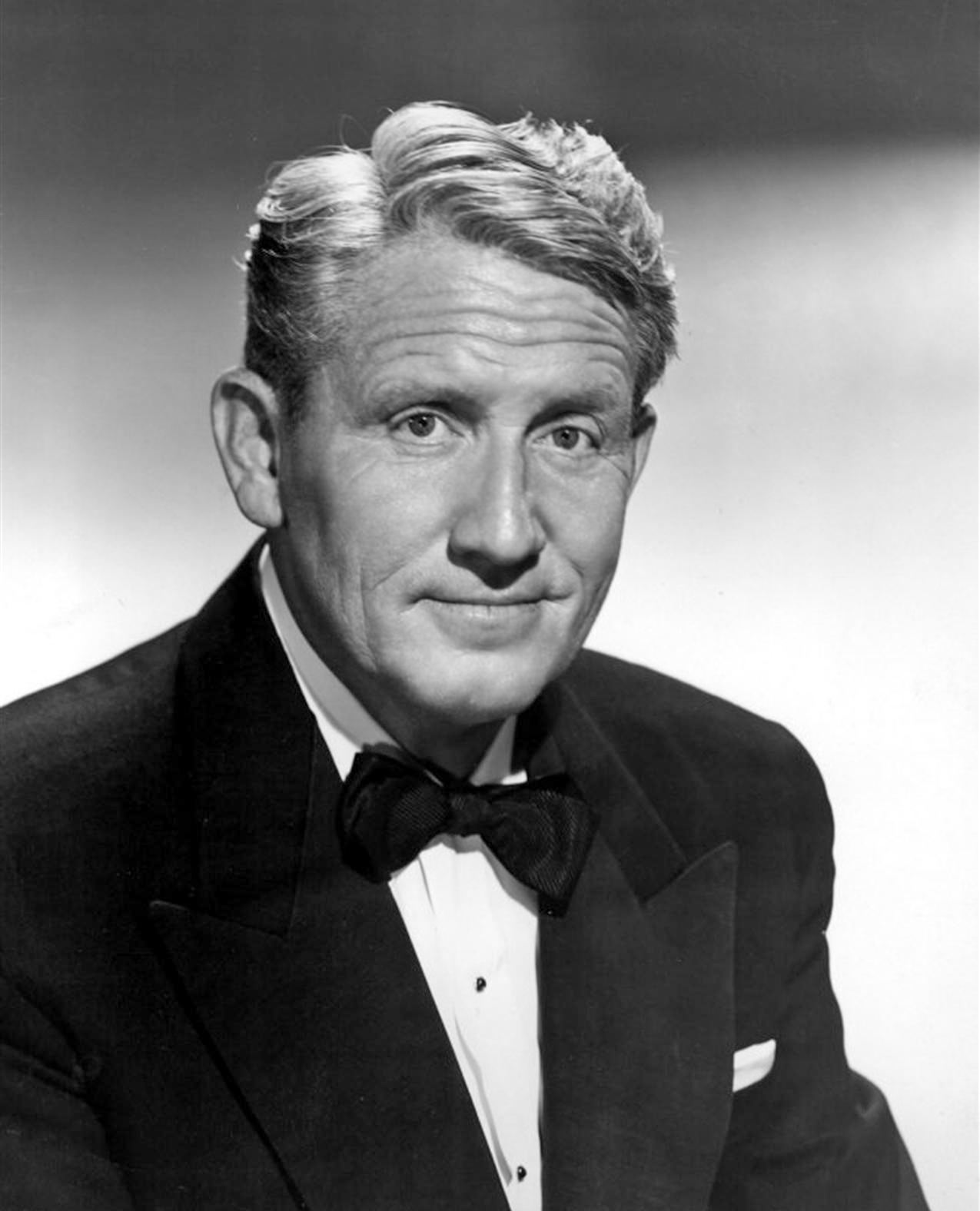
Spencer Tracy, Oscar meilleur acteur 1938 et 1939.

  - Spencer Tracy, Oscar meilleur acteur 1938 et 1939.Jean Duvieusart, homme politique belge († 11 octobre 1977).
- 13 avril : Pierre Molinier, peintre et poète français († 3 mars 1976)
- 14 avril : Louis de Villefosse, officier de marine, écrivain et journaliste français († 27 décembre 1984).
- 20 avril : Fred Raymond, auteur d'opérettes autrichien († 10 janvier 1954).
- 21 avril :
  - Ange Abrate, peintre italien († 10 septembre 1985).
  - Léon Dumarsais Estimé, homme politique haïtien († 20 juillet 1953).
- 23 avril : Henry Barraud, compositeur français († 28 décembre 1997).
- 25 avril :
  - Gladwyn Jebb, diplomate britannique, premier Secrétaire général de l'ONU par intérim († 24 octobre 1996).
  - Wolfgang Pauli, physicien autrichien († 15 décembre 1958).
- 26 avril : Charles Francis Richter, sismologue américain († 30 septembre 1985).
- 27 avril : Marcel Légaut, écrivain et chercheur spirituel († 6 novembre 1990)
- 28 avril :
  - Maurice Thorez, homme politique français († 11 juillet 1964).
  - Jan Oort, astronome néerlandais († 5 novembre 1992).

30 avril : Janina Konarska, peintre et sculptrice polonaise († 9 juin 1975).

## Mai
- 1er mai :
  - Louis Fernez, peintre français († 10 novembre 1983).
  - Ignazio Silone, écrivain et homme politique italien († 22 août 1978).
  - Ali Kelmendi, homme politique albanais († 11 février 1939).

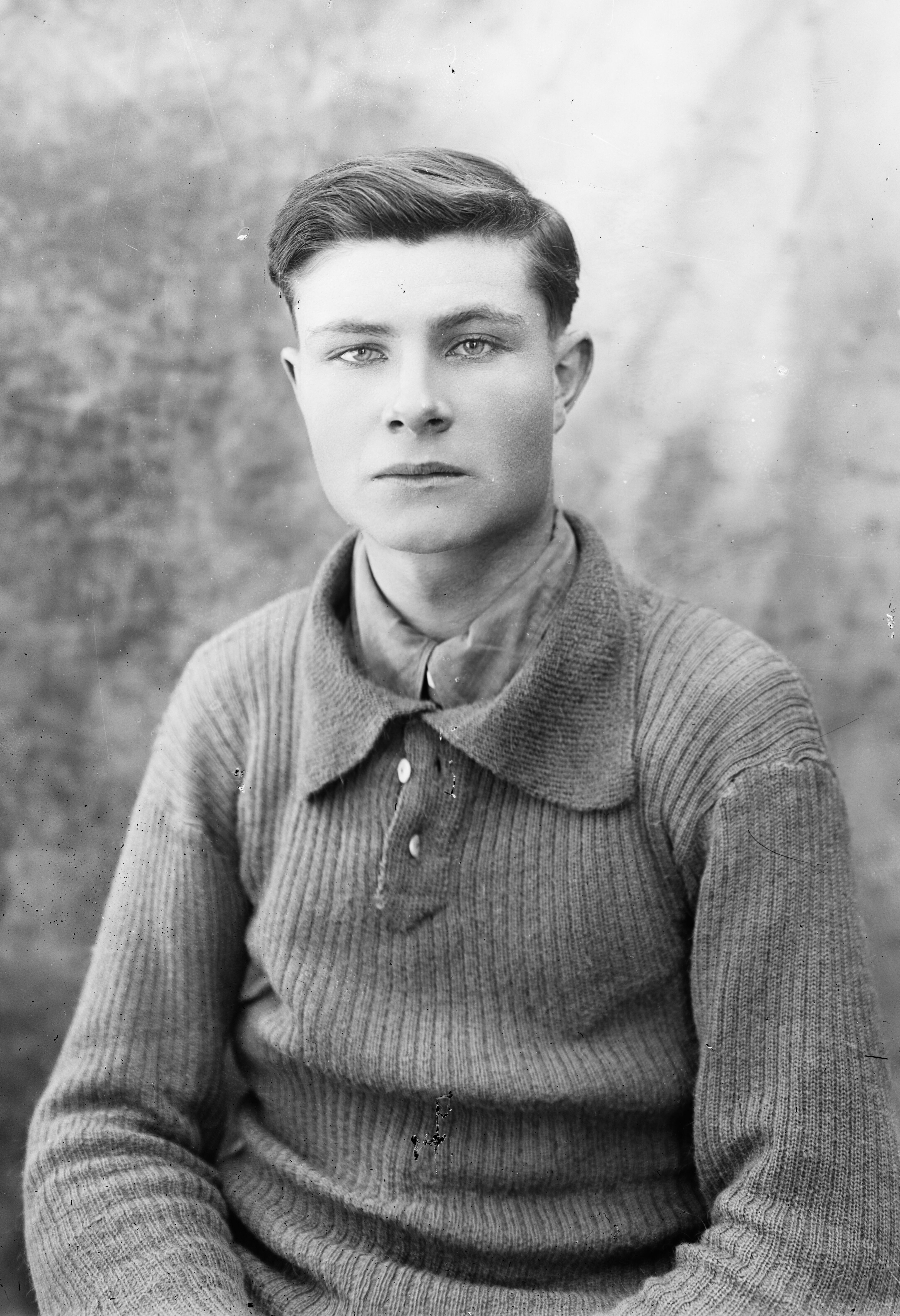
Achille Souchard, champion olympique 1920.

- Achille Souchard, champion olympique 1920.3 mai : René Besset, peintre français († 9 octobre 1980).
- 7 mai : Ralph Truman, acteur anglais († 15 octobre 1977).
- 11 mai : Édouard Bouillière, peintre paysagiste français († 15 mars 1967).
- 12 mai :
  - Jean Apothéloz, musicien, compositeur et peintre suisse († 10 juillet 1965).
  - Adelin Benoit, coureur cycliste belge († 18 juin 1954).
- 17 mai : Achille Souchard, coureur cycliste français († 20 septembre 1976).
- 18 mai : Walter Ganshof van der Meersch, juriste, magistrat et homme politique belge († 12 septembre 1993).
- 19 mai : Antonia Gerena Rivera, supercentenaire portoricaine († 2 juin 2015).
- 20 mai : 
  - Jaime Janer, coureur cycliste espagnol († 3 octobre 1941).
  - Ollie Klee, joueur américain de baseball († 9 février 1977).
- 24 mai : Lionel Conacher, sportif complet et homme politique canadien († 26 mai 1954).
- 26 mai : Margit Sielska-Reich, peintre ukrainienne († 3 février 1980).
- 28 mai : Henri Therme, peintre français († 19 octobre 1973).
- 30 mai : Gabriel Fernández Ledesma, peintre, graveur, sculpteur, graphiste, écrivain et enseignant mexicain († 26 août 1983).

## Juin
- 1er juin :
  - Alexandre Heimovits, peintre franco-polonais († mars 1945).
  - Oum Chheang Sun, premier ministre cambodgien († 1963).
- 3 juin : Vincenc Makovský, sculpteur et dessinateur industriel austro-hongrois († 28 décembre 1966).
- 6 juin :Antoine de Saint-Exupéry, auteur du Petit Prince.

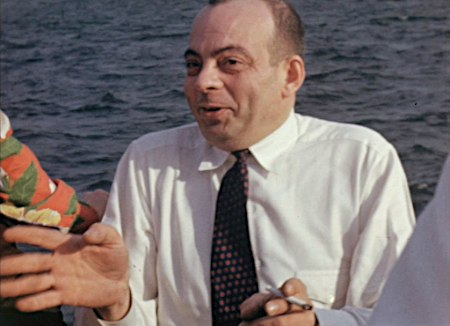
Antoine de Saint-Exupéry, auteur du Petit Prince.

  - Arthur Askey, acteur et scénariste britannique († 16 novembre 1982).
  - Lester Matthews, acteur britannique († 6 juin 1975).
- 17 juin : Hermann Reutter, compositeur et pianiste allemand († 1er janvier 1985).
- 19 juin :
  - Émile Guillaume, peintre français († 14 juillet 1975).
  - Movsun Sanani : acteur russe puis soviétique († 11 février 1981).
- 21 juin : Choi Yong-kun, homme d'État nord-coréen († 19 septembre 1976).
- 24 juin : Gene Austin, chanteur, auteur-compositeur-interprète et acteur américain († 24 janvier 1972).
- 25 juin : Lord Louis Mountbatten, vice-roi de l'Inde britannique et gouverneur général de l'Inde indépendante († 27 août 1979).
- 26 juin : František Muzika, peintre, scénographe, typographe, et enseignant austro-hongrois († 1er novembre 1974).
- 29 juin :
  - Antoine de Saint-Exupéry, aviateur et écrivain français († 31 juillet 1944).
  - Richard Oelze, peintre allemand († 26 novembre 1980).

## Juillet

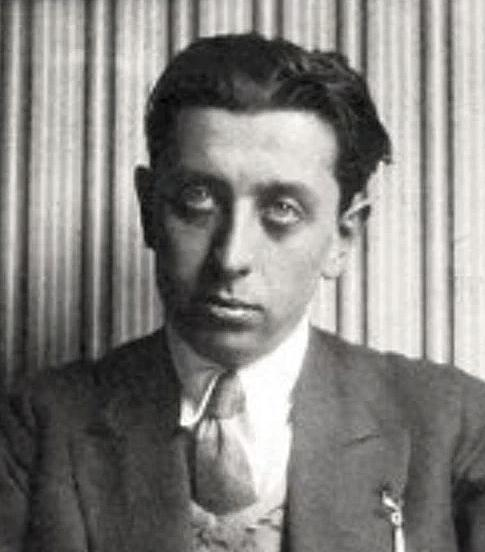
Robert Desnos, poète surréaliste français.

- 2 juillet : Tyrone Guthrie, réalisateur, acteur et scénariste britannique († 15 mai 1971).
- 4 juillet : Robert Desnos, poète français († 8 juin 1945).
- 5 juillet : Reed Howes, acteur américain (± 6 août 1964).
- 6 juillet : Salah Benacer, homme politique algérien († 12 novembre 1961).
- 7 juillet : Paule Bronzini, doyenne des Français (†29 août 2012).
- 8 juillet :
  - George Antheil, compositeur américain († 12 février 1959).
  - Léopold Pascal, peintre et dessinateur autodidacte français († 30 décembre 1958).
- 11 juillet : Jean Marembert, peintre et illustrateur français († 12 octobre 1968).
- 12 juillet : Robert Rodrigue, peintre et affichiste français († 22 juillet 1982).
- 13 juillet : Bessie Watson, joueuse de cornemuse et suffragette écossaise († 27 juin 1992).
- 15 juillet : Georges Wodli, cheminot militant communiste, syndicaliste et résistant français († 1er avril 1943).
- 17 juillet :
  - Vishnu Deo, homme politique fidjien († 7 mai 1968).
  - Roger Charles Halbique, peintre et caricaturiste français († 13 août 1977).
- 18 juillet : Nathalie Sarraute, écrivain français († 19 octobre 1999).
- 20 juillet : Kurt Seligmann, écrivain, peintre et graveur suisse et américain († 2 janvier 1962).
- 21 juillet :
  - Eugène Reuchsel, pianiste, organiste et compositeur français († 22 septembre 1988).
  - Lucien Rousselot, peintre, illustrateur, et uniformologue français († 4 mai 1992).
- 23 juillet : Nakamura Teii, peintre japonais nihonga de la période Shōwa († 12 mars 1982).
- 26 juillet : Fernand Schreurs, homme politique belge d'expression française et militant wallon († 11 décembre 1970).
- 27 juillet : Ernst Fritz Fürbringer, acteur allemand († 30 octobre 1988).
- 28 juillet : William Granger Johnson, homme d'affaires et homme politique fidjien († novembre 1978).
- 30 juillet : Antonio Viscardi, philologue italien († 1er mars 1972).

## Août
- 3 août :
  - Fernand Canteloube, coureur cycliste français († 16 juillet 1976).Elizabeth Bowes-Lyon, mère d'Elizabeth II.

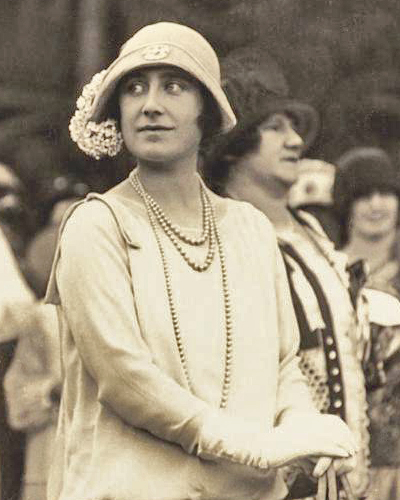
Elizabeth Bowes-Lyon, mère d'Elizabeth II.

  - John Thomas Scopes, professeur américain († 21 octobre 1970).
- 4 août :
  - Elizabeth Bowes-Lyon (dite Queen Mum), reine mère du Royaume-Uni († 30 mars 2002).
  - Roland Drew, acteur puis styliste américain († 17 mars 1988).
  - Nabi Tajima, doyenne de l'humanité († 21 avril 2018).
- 6 août : Philippe Lepatre, peintre et graveur français d'origine roumaine († 14 novembre 1979).
- 8 août : Robert Siodmak, réalisateur, producteur et acteur allemand († 10 mars 1973).
- 9 août : Charles Farrell, acteur américain (± 6 mai 1990).
- 10 août :
  - Rogi André, photographe portraitiste et peintre française d'origine hongroise († 11 avril 1970).
  - Henri Ey, psychiatre français († 8 novembre 1977).
  - Lee Bong-chang, militant indépendantiste coréen († 10 octobre 1932).

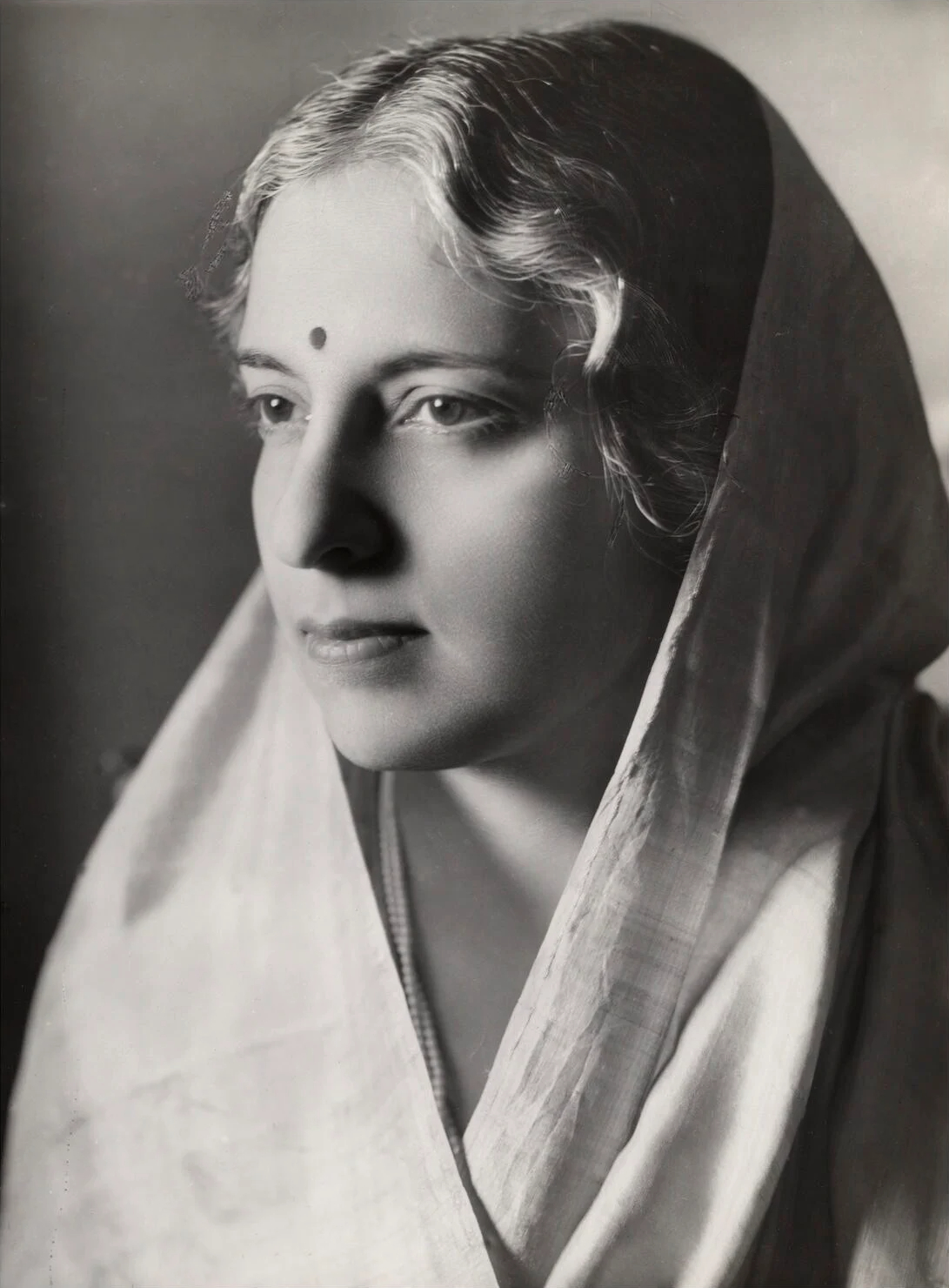
Vijaya Lakshmi Pandit, première présidente des Nations Unies

  - Vijaya Lakshmi Pandit, première présidente des Nations Unies Jean Mantelet, industrie français († 19 janvier 1991).
- 12 août : Joseph Flores, homme politique américain († 18 décembre 1981).
- 14 août : Louis Brauquier, écrivain, poète et peintre français († 7 septembre 1976).
- 16 août : Bernard Bottet, peintre et archéologue français († 1971).
- 18 août : 
  - Jotine, musicien et poète français († 6 juin 1975).
  - Ruth Norman, chef religieux américain († 12 juillet 1993).
  - Vijaya Lakshmi Pandit, femme politique et diplomate indienne († 1er décembre 1990).
- 19 août : Naomi Overend, philanthrope irlandaise († 24 octobre 1993).
- 20 août : Gregorio Sciltian, peintre figuratif russe († 1er avril 1985).
- 21 août : Roland Culver, acteur britannique († 1er mars 1984).
- 23 août : Ernst Křenek, compositeur autrichien († 22 décembre 1991).
- 24 août : Preston Foster, acteur américain (± 14 juillet 1970).
- 25 août :
  - Dhimah, danseuse égyptienne († 18 avril 1974).
  - Lucien Van Beirs, magistrat et procureur du Roi belge († 2 août 1970).

## Septembre
- 3 septembre : Urho Kekkonen, homme d'État finlandais, président de la Finlande de 1956 à 1981 († 31 août 1986).
- 4 septembre : Frédéric Liebstoeckl, organisateur de concerts, journaliste et musicien autrichien († 18 mai 1979).
- 6 septembre : Julien Green, écrivain américain († 13 août 1998).
- 8 septembre :
  - Blanche Cobb, supercentenaire américaine († 1er mai 2015).

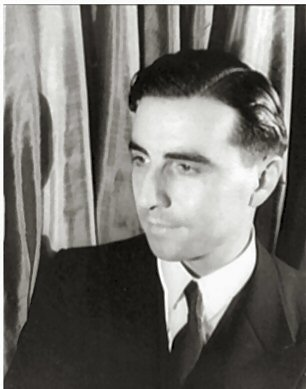
Julien Green, 1^{er} membre étranger de l'Académie Française.

  - Julien Green, 1er membre étranger de l'Académie Française.Thomas Darden, homme politique américain († 17 juin 1961).
- 12 septembre : Texas Alexander, chanteur américain de blues († 16 avril 1954).
- 14 septembre : Andreï Vlassov, général soviétique ayant collaboré avec Hitler († 2 août 1946).
- 17 septembre : Jules White, producteur, réalisateur, acteur et scénariste américain d'origine hongroise († 30 avril 1985).
- 18 septembre : 
  - Jean-Henri Durand, résistant français du réseau Alliance († 30 novembre 1944).
  - Seewoosagur Ramgoolam, personnalité politique mauricienne († 15 décembre 1985).
- 19 septembre : Ricardo Cortez, acteur et réalisateur américain d'origine allemande et espagnole († 28 avril 1977).
- 20 septembre : Uuno Klami, compositeur finlandais († 29 mai 1961).
- 25 septembre : Harry William Moors (Afoafouvale Misimoa), homme politique et diplomate samoan et fondateur et premier capitaine de l'équipe des Samoa de rugby à XV († 18 février 1971).
- 27 septembre :
  - Jacques Maret, peintre, graveur, illustrateur et poète français († 15 novembre 1980).
  - Arthur Rigby, acteur et scénariste britannique († 25 avril 1971).
- 28 septembre : César Espinoza, footballeur chilien († 31 octobre 1956).
- 30 septembre : Widgey R. Newman, scénariste, réalisateur et producteur de cinéma britannique († 29 juillet 1944).

## Octobre
- 4 octobre : Joseph Malahieude, architecte, centenaire et doyen masculin des Français (†1er mars 2009).
- 5 octobre : Friedrich Carl von Oppenheim, banquier et homme politique allemand († 22 novembre 1978).
- 6 octobre : André Michel, peintre, graveur, auteur et illustrateur français († 25 mars 1972).
- 7 octobre : Heinrich Himmler, homme politique nazi († 23 mai 1945).
- 8 octobre : Zeno Vancea, compositeur, musicologue, chef de chœur, pianiste et professeur roumain († 15 janvier 1990).
- 9 octobre : Sylvio Cator, athlète haïtien spécialiste du saut en longueur († 22 juillet 1952).
- 13 octobre :
  - Jacques Chabannes, producteur de télévision et réalisateur français († 16 juin 1994).
  - Émile Compard, peintre et sculpteur français († 29 juin 1977).
- 14 octobre : Roland Penrose, peintre, photographe et poète anglais († 23 avril 1984).
- 15 octobre : Ko Willems, champion olympique 1924.

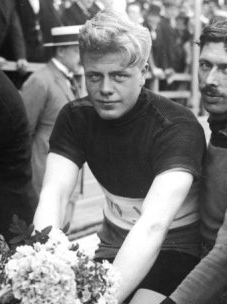
Ko Willems, champion olympique 1924.

  - Charles Jooris, footballeur belge († 13 janvier 1975).
  - Alexeï Pakhomov, illustrateur et peintre avant-gardiste russe puis soviétique († 14 avril 1973).
- 16 octobre :
  - Primo Conti, peintre futuriste italien († 12 novembre 1988).
  - Lloyd Corrigan, acteur, réalisateur et scénariste américain († 5 novembre 1969).
  - Helmuth Rudolph, acteur allemand († 16 mars 1971).
- 20 octobre : Lee Beom-seok, homme d'État sud-coréen († 11 mai 1972).
- 21 octobre : Marinus Valentijn, coureur cycliste néerlandais († 3 novembre 1991).
- 22 octobre : James Hall, acteur américain († 7 juin 1940).
- 24 octobre : Nemours Pierre-Louis, homme politique haïtien († avril 1966).
- 26 octobre : Zdenek Rykr, peintre, illustrateur, journaliste et scénographe austro-hongrois († 15 janvier 1940).
- 27 octobre :
  - Romelia Alarcón Folgar, poétesse, journaliste et suffragette guatémaltèque († 19 juillet 1971).
  - Ko Willems, coureur cycliste néerlandais († 28 septembre 1983).
- 30 octobre :
  - Rodolfo Halffter, compositeur espagnol naturalisé mexicain († 14 octobre 1987).
  - Goldie Steinberg, supercentenaire américano-moldave d'origine juive († 16 août 2015).
  - Maurice Ville, coureur cycliste français († 12 avril 1982).

## Novembre
- 3 novembre : Eugene Paul, homme d'État et entrepreneur samoan († 28 décembre 1971).
- 6 novembre : Irénise Moulonguet, doyenne des Français (†28 mai 2013).
- 8 novembre :
  - Julien Duriez, peintre et écrivain français († 25 avril 1993).
  - Georges Lonque, compositeur belge († 3 mars 1967).
- 9 novembre : Willem Coetzer, peintre britannique puis sud-africain († 29 septembre 1983).
- 10 novembre : Rudolf Vogel, acteur allemand († 9 août 1967).
- 11 novembre : Hideichi Yokozeki, cartographe japonais († 16 janvier 1976).
- 14 novembre : Aaron Copland, compositeur américain († 2 décembre 1990).Eliška Junková, Meilleure femme pilote dans l'Histoire des Grands Prix Automobile.

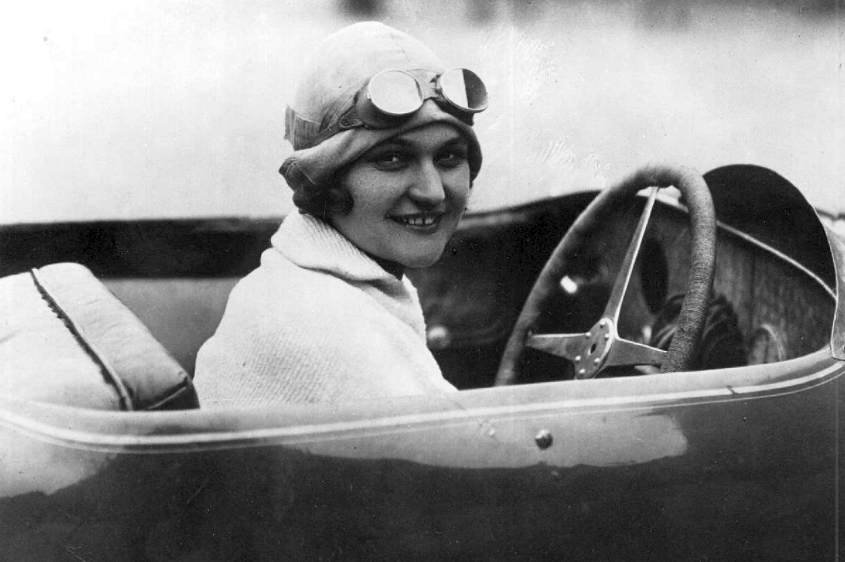
Eliška Junková, Meilleure femme pilote dans l'Histoire des Grands Prix Automobile.

- 15 novembre : Aurelio Menegazzi, coureur cycliste italien († 23 novembre 1979).
- 16 novembre : Eliška Junková, pilote automobile tchèque († 5 janvier 1994).
- 17 novembre :
  - Srečko Koporc, compositeur et chef d'orchestre serbe puis yougoslave († 19 février 1965).
  - Padmaja Naidu, femme politique indienne († 2 mai 1975).
  - Émile Sabouraud, peintre français († 6 avril 1996).
- 18 novembre :
  - Adolf Fischer, acteur et producteur de cinéma allemand († 21 octobre 1984).
  - Roparz Hemon, linguiste, romancier, et poète breton († 29 juin 1978).
- 20 novembre :
  - Chester Gould, dessinateur de comics américain († 11 mai 1985).
  - Félix Lancís Sánchez, médecin et homme politique cubain († 1976).
- 25 novembre : Charles Emmett Mack, (Charles Emmett McNerney, dit), acteur américain († 17 mars 1927).
- 28 novembre :
  - Édith Berger, peintre française († 16 avril 1994).
  - Léo Lagrange, homme politique français († 9 juin 1940).

## Décembre
- 6 décembre :
  - Germán Arciniegas, historien, écrivain, essayiste, journaliste, diplomate et homme politique colombien († 30 novembre 1999).
  - Agnes Moorehead, actrice américaine († 30 avril 1974).

- 7 décembre :
  - Katerina Bilokour, peintre russe puis soviétique († 10 juin 1961).
  - Alfred Jauffret, juriste et universitaire français, spécialiste du droit commercial († 27 janvier 1983).

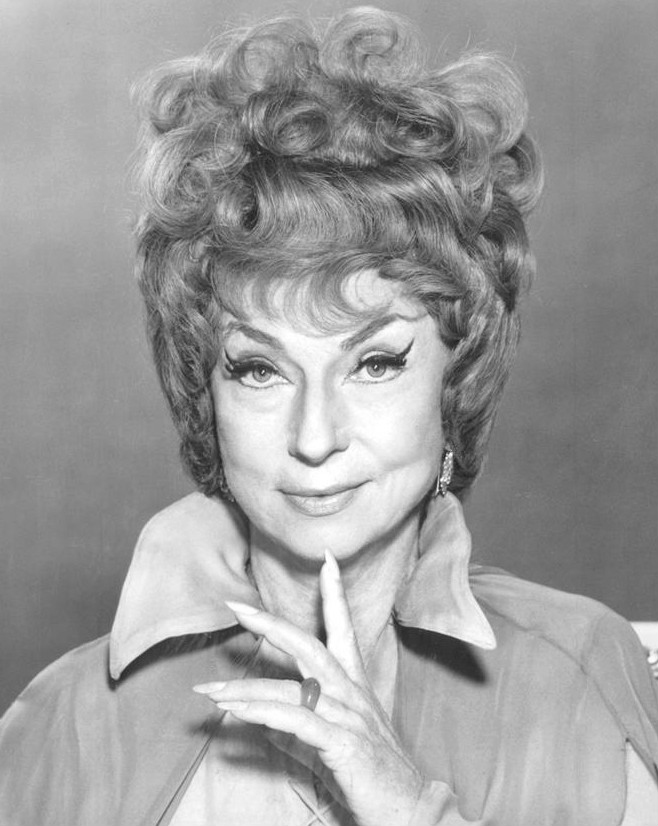
Agnes Moorehead, Endora dans "Ma Sorcière bien-aimée"

- Agnes Moorehead, Endora dans "Ma Sorcière bien-aimée"8 décembre : Jean de La Fontinelle, peintre et illustrateur français († 20 novembre 1974).
- 10 décembre : Rico Lebrun, peintre animalier et sculpteur italien († 9 mai 1964).
- 12 décembre : Sammy Davis Sr., danseur américain († 21 mai 1988).
- 14 décembre : Juan d'Arienzo, violoniste et chef d'orchestre de tango argentin († 14 janvier 1976).
- 15 décembre : Yvette Sadoux, rameuse française († 5 janvier 1949).
- 16 décembre : Marcel Jean, peintre, graveur, médailleur et historien de l'art français († 4 décembre 1993).
- 17 décembre : Sōfu Teshigahara, peintre et sculpteur japonais († 5 septembre 1979).
- 21 décembre :
  - Raoul Bergougnan, peintre français († 7 mars 1982).
  - Albert Lilar : homme politique belge († 16 mars 1976).
  - Vsevolod Vichnevski : écrivain russe († 28 février 1951).
- 22 décembre : Paul Lunaud, peintre français († 21 novembre 1949).
- 23 décembre :
  - Ignacio Aguirre, peintre et graveur mexicain († 11 juillet 1990).
  - Marc Allégret, réalisateur français († 3 novembre 1973).
- 27 décembre : Félix Maximilien Rostaing, supercentenaire et doyen masculin des Français († 31 décembre 2009).

## Date précise inconnue
- Adil Doğançay, militaire et peintre turc († 1990).
- Edgar Augustus Jerome Johnson, économiste américain († 1972).
- B.D. Lakshman, syndicaliste et homme politique fidjien († 5 octobre 1981).
- Virginia Frances Sterrett, illustratrice américaine († 8 juin 1931).
- Miriam Orleska, actrice polonaise de théâtre yiddish († 1943).
- Spýros Peristéris, musicien grec († 15 mars 1966).
- Mama Sana, chanteuse malgache († 1997).
- Trần Quang Trân, peintre, artiste laqueur, dessinateur et illustrateur vietnamien († 1969).
- Gazi le Tatar, peintre et poète montmartrois († 31 octobre 1975).
- Mica Todorović, peintre bosnienne († 1981).